# Isola (stolica tytularna)
Isola (łac. Diocesis Insulensis) – stolica historycznej diecezji we Włoszech w Kalabrii, sufragania metropolii Santa Severina. Erygowana w IX w., a zlikwidowana w 1818 poprzez włączenie do archidiecezji Crotone. Współcześnie jest to miejscowość Isola di Capo Rizzuto w prowincji Krotone. Obecnie katolickie biskupstwo tytularne. 

## Biskupi tytularni
| Lp. | Biskup                        | Funkcja                                 | Od               | Do                |
| --- | ----------------------------- | --------------------------------------- | ---------------- | ----------------- |
| 1   | Eduardo André Muaca           | biskup pomocniczy Luandy (Angola)       | 4 marca 1970     | 25 września 1973  |
| 2   | Iván Pálos                    | biskup pomocniczy Ostrzyhomia (Węgry)   | 7 stycznia 1975  | 28 marca 1987     |
| 3   | Marian Zimałek                | biskup pomocniczy sandomiersko-radomski | 29 kwietnia 1987 | 12 listopada 2008 |
| 4   | Jorge Alberto Cavazos Arizpe  | biskup pomocniczy Monterrey (Meksyk)    | 7 stycznia 2009  | 2 kwietnia 2016   |
| 5   | Enrique José Parravano Marino | biskup pomocniczy Caracas (Wenezuela)   | 27 kwietnia 2016 | 19 lipca 2019     |
| 6   | Giorgio Barbetta              | biskup pomocniczy Huarí (Peru)          | 12 grudnia 2019  |                   |